# 2012年中华人民共和国腐败案件
2012年中华人民共和国腐败案件，是指2012年间发生、揭发、审理或审判的中华人民共和国、中国共产党的贪污、腐败案件。2012年底，因为中共十八大后，领导核心转移，因此发生了一股反腐运动，详见2012年中国反腐。

## 1月
- 1月19日，廣東省委常委、統戰部部長周鎮宏涉嫌嚴重違紀，中央已決定免去其領導職務，現正在按程序辦理。
- 1月20日，江西省吉安市中級人民法院對江西省交通廳原廳長蒲日新案作出一審宣判，以受賄罪、濫用職權罪兩罪並罰，判處其有期徒刑16年，並處沒收財產30萬元。
- 1月20日，湛江市坡头区法院原副院长陈沛霖涉嫌受賄649萬元，近日肇庆市中级法院一审宣判，认定陈沛霖犯受贿罪，判处无期徒刑，并没收个人财产100万元。
- 1月28日，原南昌市委常委、南昌縣委書記湯成奇受賄3901萬近日被江西省贛州市中級人民法院數罪並罰，一審判處死刑，緩期二年執行，剝奪政治權利終身，並處沒收個人全部財產。
- 1月31日，原遼寧省鐵嶺市前副市長、公安局長谷鳳傑，因受賄罪及巨額財產來源不明罪判監 12年，原鐵嶺市公安局副局長、刑偵支隊長富曉東，也因私藏槍枝、賭博、偽造公文等被判監 16年半。

## 2月
- 2月11日，中将谷俊山，原总后勤部副部长，上任不到一個月被撤換。被疑與薄熙來之妻為谷開來有關，谷父亦為將軍。
- 2月14日，深圳沙井街道原黨工委書記、辦事處主任劉少雄嚴重違紀，市紀委已決定對其實行“雙規”並對其問題立案調查。
- 2月14日，上海市規劃和國土資源管理局副局長胡俊被雙規”。
- 2月16日，甘肅省國土資源廳原副廳長張國華因受賄罪和巨額財產來源不明罪在蘭州市中級人民法院受審。
- 2月24日，深圳市龍崗區司法局局長何旅華借考察之名、變相公款旅游，根據《中國共產黨紀律處分條例》的有關規定，經龍崗區紀委常委會研究並報區委批准，決定給予何旅華同志黨內嚴重警告處分，按程序免去其司法局局長職務。

## 3月
- 3月2日，中國移動執行董事兼副總經理魯向東，亦被牽涉入貪污門事件，被帶走調查，成為近年第9個涉經濟問題被調查的中移動高層。
- 3月27日，廣東肇慶市國土資源局土地利用管理科、土地規劃和耕地保護科原科長容君和，及四會市教育局原局長林金德涉嫌收受商業受賄，案件已交市檢察院。容涉嫌收賄逾一千二百萬元人民幣；林則涉嫌違反採購和招投標法規，涉案金額六百九十多萬元。
- 3月31日，珠海市人大常委會原副主任冼文因受賄兼放貴利非法獲利共1,600萬元人民幣，被廣東省高級人民法院駁回其上訴，維持原判的終身監禁，並處沒收個人全部財產。

## 4月
- 4月1日，深圳福田區原區委書記兼人大主任李平，因受賄罪被判處有期徒刑6年6個月，沒收個人財產人民幣10萬元。
- 4月1日，原深圳市政府金融辦主任、羅湖區副區長李林，受賄人民幣一百萬元、港幣160萬元，判刑7年。
- 4月14日，江苏无锡原市委书记毛小平收受贿赂57.7万元，与两名女性“通奸”。[1]

## 5月
- 5月22日，溫州菜籃子集團前董事長應國權因帶頭貪污、情節重大被判死刑，緩期二年執行。這起貪污案金額高達人民幣3.7億元。

## 6月
- 6月12日，深圳市南山区原政协主席温玲叛徒美国，中央纪委正在调查。
- 6月16日，國家安全生產監督管理總局局長駱琳可能涉嫌替薄熙來主政時的重慶掩蓋重大安全事故而遭免职。
- 6月26日，山东省副省长黄胜因为贪污受贿，道德败坏被开除党籍，移交司法部门。

## 7月
- 7月2日，北京市第一中級人民法院對內蒙古自治區人民政府原副主席劉卓志受賄案作出一審判決，認定劉卓志犯受賄罪，判處無期徒刑，剝奪政治權利終身。
- 7月6日，吉林省原副省長、吉林銀行原黨委書記董事長田學仁因嚴重違紀違法，被開除黨籍和公職。
- 7月11日廣東省高級人民法院對深圳龍崗區原常務副區長鍾新明受賄一案作出終審裁定，駁回鍾新明上訴，維持一審判決，並核准以受賄罪判處鍾新明死刑，緩期二年執行，剝奪政治權利終身。據法庭調查，鍾新明4年斂財港幣3590萬元、人民幣近520萬元，折合人民幣共3千多萬。其弟鍾偉明因共同犯罪獲刑12年行賄人吳偉光獲刑11年。
- 7月31日鐵道部運輸局車輛部副主任劉瑞揚及其妻鐵路文聯副秘書長陳誼菡因涉嫌嚴重違紀，已被鐵道部紀委立案調查。

## 8月
- 8月1日山東省政府副秘書長、省級機關事務管理局局長。張澤忠涉嫌嚴重違法違紀。
- 8月9日寧波市中級法院于對寧波市公安局原黨委副書記、副局長賀富昌(副廳級)作出一審判決，以受賄罪判處賀富昌死刑，緩期兩年執行，剝奪政治權利終身，並處沒收個人全部財產；追繳違法所得人民幣16642686.80元。
- 8月10日原廣州市城管局白雲分局太和鎮執法隊隊長王寶林于去年底被雙規 保險箱藏3.6公斤黃金。
- 8月10日湛江坡頭社保局局長楊流收受賄賂，違規審批524名社會人員冒充某些企業職工補繳社保騙取社保基金，造成國家社保基金損失1205萬元。
- 8月10日廣東汕尾市委常委、政法委書記，陳增新。涉嫌嚴重違紀問題，正在接受組織調查。
- 8月11日甘肅省國土廳原副廳長張國華嚴重違紀被雙開。
- 8月12日深圳市廣聚能源股份有限公司（以下簡稱“廣聚能源”）發布公告稱，公司董事長王建彬因涉嫌違紀已被深圳市監察局採取“雙指”措施。
- 8月17日，浙江台州市公安局機場分局原副局長張文聰承諾幫逃犯刪除網上通緝令，受賄40萬元，被判處有期徒刑12年。
- 8月20日廣東省委批准，省紀委對省政府原副秘書長、省政府發展研究中心原主任謝鵬飛嚴重違紀違法問題進行了立案檢查。
- 8月25日，湖南湘潭市公安局原副局長蔡亞斌因行賄受賄，一審被判12年。
- 8月26日浙江衢州公安局副局長蔡建明涉集資案，被衢州市紀委「雙規」。
- 8月27日廣州市公安局黨委副書記、副局長何靖，涉嫌嚴重違紀正接受調查、9月20日已被有關方面「雙規」，接受調查
- 8月27日原辽宁省凤城市市委书记王国强卷款2亿离境[2]
- 8月28日廣東茂名市人大常委會前副主任朱育英，被爆在擔任信宜市委書記兼該市人大常委會主任時，靠出售五十四項官銜及工程批發項目等，共收受賄款一千三百多萬元人民幣，三百多萬元港幣，以及廿多萬元美元。湛江市中級人民法院近日一審宣判，朱被判處無期徒刑，沒收個人全部財產。
- 8月28日經廣東省委批准，省紀委對湛江市霞山區委書記、區人大常委會主任，原坡頭區委書記梁必志因嚴重違紀違法問題進行了立案檢查。
- 8月29日湖南洞口縣水利局長唐孝剛涉嫌嚴重違紀被立案調查。
- 8月30日湖南省紀委對省交通運輸廳副廳長李曉希涉嫌嚴重違紀問題進行立案調查。

## 9月
- 9月4日前重慶市公安局副局長唐建華，因為涉嫌受賄罪，在8月中被市檢察院逮捕。
- 9月12日東莞環保局長袁紹東涉嫌嚴重違紀正接受調查。
- 9月14日東莞市委副秘書長、石碣鎮原黨委書記劉始團涉嫌嚴重違紀，正在接受組織調查。
- 9月18日原遼寧省撫順市政府副秘書長江潤黎因受賄、濫用職權被判無期徒刑終身監禁。
- 9月18日北京順義區李橋鎮前鎮長李丙春，因犯貪污、挪用公款1.78亿和受賄三宗罪，18日於北京市二中院一審，被判處死緩，並沒收全部個人財產。
- 9月18日新疆吐鲁番市原市委常委、市公安局党委书记、局长郑钢犯贪污罪66.6万元的罪名成立，一审被乌鲁木齐市中级人民法院判处有期徒刑11年。
- 9月21日陝西省安監局局長楊達才存在嚴重違紀問題，依據有關紀律規定，经陕西省纪委常委会研究并报经省委研究决定：撤销杨达才陕西省第十二届纪委委员、省安监局党组书记、局长职务。
- 9月21日江西省政府原副秘书长吴志明巨额受贿案在江西省九江市中级人民法院开庭审理。据检察机关指控，吴志明利用职务便利，为他人谋取利益，累计收受他人财物折合人民币共计4748万余元。

## 10月
- 10月31日，中华人民共和国外交部发言人洪磊回答记者关于《纽约时报》中国总理温家宝家族敛财27亿美元，已经委托律师，保留起诉权利[來源請求]。

## 11月
- 11月28日，清遠英德市前副市長兼公安局局長鄭北泉因涉嫌徇私枉法和嚴重經濟問題，被清遠市紀委立案檢查
- 11月28日，廣東省紀委證實，前揭陽市委書記、現任廣東省人大農村農業委員會主任委員陳弘平，近日亦涉嫌嚴重違紀問題，現正接受當局調查。
- 11月30日，廣東紀委證實，深圳原副市長梁道行因涉嫌嚴重違紀正接受組織調查。

## 12月
- 12月6日，中纪委证实四川省委副书记李春城因为严重违纪，已经双规，四川省多名官员因为戴晓明交代被调查。
- 12月18日，浙江省杭州市纪委通告，杭州市房产局长张新和妻子林立被双规，涉案3亿，超过杭州市副市长许迈永。
- 12月19日，江西省政府前副秘書長吳志明涉嫌受賄案，於九江市中級人民法院一審宣判，吳被判處死刑、緩期兩年執行，並沒收個人全部財產，受賄約四千七百三十二萬元。